# Hasalmane, Yellapur
Hasalmane là một làng thuộc tehsil Yellapur, huyện Uttara Kannada, bang Karnataka, Ấn Độ.